# Cardamine rotundifolia
Cardamine rotundifolia är en korsblommig växtart som beskrevs av André Michaux. Cardamine rotundifolia ingår i släktet bräsmor, och familjen korsblommiga växter. Inga underarter finns listade i Catalogue of Life.